# Tougan
Tougan es una ciudad de la provincia de Sourou, en la región Boucle du Mouhoun, Burkina Faso. A 9 de diciembre de 2006 tenía una población censada de 17 050 habitantes.
Se encuentra ubicada en el Norte-Oueste del país, entre Ouahigouya-Dédougou, a 70km de la frontera de Mali. La " une vallée, un projet d’aménagement hydro-agricole « modernisateur » es una oportunidad para el agrobusiness. La lucha tradicinal es el deporte identitario de esa región de Burkina Faso, también se recomienda la cerveza tradicional(dôlo).